# 1627
Il 1627 (MDCXXVII in numeri romani) è un anno  del XVII secolo.

## Eventi
- Enrico IV, re di Francia, concede alla Compagnia della Nuova Francia il monopolio commerciale sulle terre conquistate in America settentrionale. La stessa Compagnia viene incaricata di assistere l'insediamento di 4000 coloni in un periodo di 15 anni e di fornire supporto ai missionari cristiani nella loro opera di conversione degli indiani.
- Una spedizione piratesca ottomana raggiunge l'Islanda sotto il comando di Murat Reis, governatore di Oualidia; tra il 20 giugno e il 19 luglio fa schiavi tra i 400 e gli 800 islandesi. In Islanda tale avvenimento è ricordato come Tyrkjaránið.
- 30 luglio – Tavoliere delle Puglie: il terremoto della Capitanata provoca molte migliaia di morti, immani distruzioni nonché un maremoto in Adriatico.
- 30 dicembre – Venezia: il doge della Repubblica di Venezia, Giovanni I Corner (1551-1629, in carica dal 1625), tenta di assassinare il rivale politico Renier Zen in un agguato sotto la porta di casa. Zen scampa all'omicidio gettandosi in un canale.
- Muore in Polonia, nella foresta di Jaktorów, l'ultimo esemplare di uro visto vivo.

## Nati

### Gennaio
- 25 gennaio - Robert Boyle, chimico, fisico e inventore irlandese († 1691)

### Febbraio
- 10 febbraio - Cornelis de Bie, poeta, retore e giurista belga († 1715)
- 21 febbraio - Nicolò Beregan, poeta e librettista italiano († 1713)
- 28 febbraio - Aubrey de Vere, XX conte di Oxford, nobile e militare inglese († 1703)

### Marzo
- 4 marzo - Juan Tomás de Rocaberti, teologo e arcivescovo cattolico spagnolo († 1699)
- 9 marzo - Thomas Howard, V duca di Norfolk, nobile inglese († 1677)
- 14 marzo - Roelant Roghman, pittore e incisore olandese († 1692)
- 27 marzo - Stephen Fox, politico inglese († 1716)

### Aprile
- 9 aprile - Johann Kaspar Kerll, compositore e organista tedesco († 1693)
- 20 aprile - Francesco Maria Santinelli, alchimista, poeta e librettista italiano († 1697)
- 27 aprile - Antonio Filippo Ciucci, chirurgo italiano († 1695)

### Maggio
- 4 maggio - Giuseppe Francesco Borri, alchimista, medico e avventuriero italiano († 1695)
- 11 maggio - Johannes Tanner, politico svizzero
- 16 maggio - Rodolfo Augusto di Brunswick-Lüneburg, duca tedesco († 1704)
- 16 maggio - Willem van Aelst, pittore olandese
- 21 maggio - Francesco Antonio Boscaroli, vescovo cattolico e teologo italiano († 1679)
- 29 maggio - Anna Maria Luisa d'Orléans, nobile francese († 1693)

### Giugno
- 4 giugno - Johann Abraham Ihle, astronomo tedesco († 1699)
- 17 giugno - Francesco Rossi, compositore e abate italiano († 1699)
- 19 giugno - Cristiano di Schleswig-Holstein-Sonderburg-Glücksburg, duca († 1698)

### Luglio
- 1º luglio - Anna Maria di Meclemburgo-Schwerin, nobile († 1669)
- 2 luglio - Juan Ortega y Montañés, arcivescovo cattolico spagnolo († 1708)
- 17 luglio - Biagio Falcieri, pittore italiano († 1703)
- 18 luglio - Henry Howard, V conte di Suffolk, nobile inglese († 1709)
- 22 luglio - Casimiro di Lippe-Brake, conte tedesco († 1700)
- 28 luglio - Giovanni Francesco Desiderato di Nassau-Siegen, principe tedesco († 1699)

### Agosto
- 1º agosto - Luisa Cristina di Savoia-Carignano, principessa († 1689)
- 2 agosto - Samuel van Hoogstraten, pittore olandese († 1678)
- 21 agosto - Johannes van Bronckhorst, pittore olandese († 1656)
- 21 agosto - Louis Cousin, traduttore, storico e avvocato francese († 1707)
- 21 agosto - Bernardino Rocci, cardinale e arcivescovo cattolico italiano († 1680)
- 26 agosto - Philipp Jakob Sachs, medico e naturalista tedesco († 1672)

### Settembre
- 11 settembre - Giovanni Ernesto II di Sassonia-Weimar, duca tedesco († 1683)
- 12 settembre - Humbertus Guilielmus de Precipiano, arcivescovo cattolico francese († 1711)
- 27 settembre - Jacques Bénigne Bossuet, scrittore e vescovo cattolico francese († 1704)

### Ottobre
- 1º ottobre - Galeazzo Marescotti, cardinale e arcivescovo cattolico italiano († 1726)
- 3 ottobre - Onorio Marinari, pittore italiano († 1715)
- 4 ottobre - Francisco Varo, monaco cristiano spagnolo († 1687)

### Novembre
- 1º novembre - Georg Eberhard Rumphius, biologo e botanico tedesco († 1702)
- 5 novembre - Ermanno Egon di Fürstenberg, nobile tedesco († 1674)
- 10 novembre - José Delitala y Castelvì, poeta, militare e politico italiano († 1703)
- 13 novembre - Diego Luis de San Vitores, presbitero e gesuita spagnolo († 1672)
- 16 novembre - Erasmus Finx, scrittore tedesco († 1694)
- 17 novembre - Giovanni Giorgio II di Anhalt-Dessau, principe tedesco († 1693)
- 20 novembre - Carlotta d'Assia-Kassel († 1686)
- 26 novembre - Alberto Caprara, letterato e diplomatico italiano († 1691)
- 29 novembre - John Ray, naturalista britannico († 1705)

### Dicembre
- 7 dicembre - Luisa Enrichetta d'Orange, nobile olandese († 1667)
- 10 dicembre - Franz Eusebius von Pötting, nobile, diplomatico e politico austriaco († 1678)
- 15 dicembre - Giacomo Cotta, pittore, incisore e presbitero italiano († 1689)
- 21 dicembre - Innocenzo Le Masson, presbitero, teologo e monaco cristiano francese († 1703)
- 25 dicembre - Girolamo Fabri, presbitero e storico italiano († 1679)
- 28 dicembre - Niccolò Radulovich, cardinale e arcivescovo cattolico italiano († 1702)
- 28 dicembre - Alessandro Rosi, pittore italiano († 1697)

### Senza giorno specificato
- Murad Giray († 1696)
- Antonio Barbaro, generale e politico italiano († 1679)
- Jan de Bray, pittore olandese († 1697)
- Giovanni Giacomo De Rossi, editore italiano († 1691)
- Maria Sofia De la Gardie, nobile, banchiere e imprenditrice svedese († 1694)
- Jean Del Cour, scultore fiammingo († 1707)
- Petro Dorofijovyč Dorošenko, militare ucraino († 1698)
- Marzio Erculei, presbitero, musicista e cantante castrato italiano († 1706)
- Ippolito Galantini, religioso e pittore italiano († 1706)
- Nicolas Juchereau de Saint-Denis, imprenditore francese († 1692)
- Giusto Le Court, scultore fiammingo († 1679)
- Girolamo Lucenti, scultore italiano († 1698)
- Livio Mehus, pittore fiammingo († 1691)
- Bendinelli Negrone, doge italiano († 1707)
- Dorothy Osborne, scrittrice inglese († 1695)
- Michele Pignatelli, vescovo cattolico italiano († 1695)
- Domenico Piola, pittore italiano († 1703)
- Giovanni Andrea Piola, pittore italiano († 1681)
- Giovanni Guglielmo Riva, chirurgo e anatomista italiano († 1677)
- Jan Siberechts, pittore fiammingo
- Catherine Trianon,  francese († 1681)
- Jean-Baptiste de Valbelle, ammiraglio francese († 1681)
- Giovanni Venanzi, pittore italiano († 1705)
- Lieve Pietersz Verschuier, pittore olandese († 1686)
- Matthias Withoos, pittore olandese († 1703)

## Morti

### Gennaio
- 2 gennaio - Michael Navarrus, compositore spagnolo
- 3 gennaio - Domenico Rivarola, cardinale e arcivescovo cattolico italiano (n. 1575)
- 27 gennaio - Cecilia Vasa, nobile (n. 1540)

### Febbraio
- 2 febbraio - Giacomo Bosio, storico italiano (n. 1544)
- 5 febbraio - Giulio Arese, nobile e politico italiano (n. 1560)
- 12 febbraio - Carlo I del Liechtenstein, principe (n. 1569)
- 22 febbraio - Leonardo Mocenigo, politico italiano (n. 1551)
- 22 febbraio - Olivier van Noort, esploratore olandese (n. 1558)
- 26 febbraio - Giovanni Battista Lantana, architetto italiano (n. 1573)

### Marzo
- 3 marzo - Pedro de Mata y Haro, vescovo cattolico italiano (n. 1576)
- 5 marzo - Bandino Gualfreducci, religioso e umanista italiano (n. 1565)
- 10 marzo - Elizabeth de Vere, nobildonna inglese (n. 1575)
- 12 marzo - Giovanni Battista Paggi, pittore italiano (n. 1554)
- 15 marzo - Gerolamo Assereto, doge (n. 1543)
- 20 marzo - Johann Jacob Grasser, storico e archeologo svizzero (n. 1579)
- 21 marzo - Andrea Colomba, artista e decoratore svizzero (n. 1567)
- 23 marzo - Ludovico Zacconi, compositore e teorico musicale italiano (n. 1555)
- 26 marzo - Simone VII di Lippe-Detmold, nobile tedesco (n. 1587)
- 29 marzo - Celso Cittadini, grammatico e filologo italiano (n. 1553)

### Aprile
- 3 aprile - Giovanni Giorgio Linati, vescovo cattolico italiano (n. 1563)
- 4 aprile - Herman Saftleven I, pittore e disegnatore fiammingo
- 7 aprile - Bonifazio Bevilacqua Aldobrandini, cardinale e patriarca cattolico italiano (n. 1571)
- 27 aprile - Bernardo Cybo Clavarezza, doge (n. 1560)

### Maggio
- 2 maggio - Lodovico Grossi da Viadana, francescano e compositore italiano (n. 1564)
- 3 maggio - Edward Russell, III conte di Bedford, nobile inglese (n. 1572)
- 3 maggio - Francesco Zucco, pittore italiano
- 13 maggio - Alessandro di Schleswig-Holstein-Sonderburg, nobile danese (n. 1573)
- 18 maggio - Barbara di Württemberg, nobile (n. 1593)
- 19 maggio - Katharina Henot,  tedesca (n. 1570)
- 20 maggio - Gian Paolo Cavagna, pittore italiano (n. 1550)
- 23 maggio - Luis de Góngora, religioso, poeta e drammaturgo spagnolo (n. 1561)
- 23 maggio - Vittoria di Capua, nobildonna italiana (n. 1548)

### Giugno
- 4 giugno - Maria di Borbone-Montpensier, nobile francese (n. 1605)
- 5 giugno - Jochem Swartenhondt, ammiraglio olandese (n. 1566)
- 9 giugno - Giulio Cesare Fontana, architetto e ingegnere italiano (n. 1580)
- 12 giugno - Vittorio Lupi, medico e letterato italiano (n. 1567)
- 22 giugno - Lawrence Beyerlinck, teologo e scrittore belga (n. 1578)
- 24 giugno - Leone Leoni, compositore italiano

### Luglio
- 1º luglio - Nathaniel Bacon, pittore inglese (n. 1585)
- 10 luglio - Giovanni Battista Ferrero, arcivescovo cattolico italiano
- 17 luglio - Pedro Álvarez de Toledo y Colonna, diplomatico e nobile spagnolo (n. 1546)
- 17 luglio - Lieven de Key, architetto fiammingo (n. 1560)
- 20 luglio - Guðbrandur Þorláksson, cartografo, vescovo luterano e matematico islandese (n. 1541)
- 21 luglio - Giandomenico Gagini junior, scultore italiano

### Agosto
- 4 agosto - Anastasio Germonio, arcivescovo cattolico, giurista e diplomatico italiano (n. 1551)
- 5 agosto - Pedro González del Castillo, vescovo cattolico spagnolo (n. 1562)
- 22 agosto - Pellegrino Bertacchi, vescovo cattolico italiano (n. 1567)
- 26 agosto - Martin Chemnitz, giurista e avvocato tedesco (n. 1561)

### Settembre
- 7 settembre - Andrea del Guasto, religioso italiano (n. 1534)
- 8 settembre - Juan Sánchez Cotán, pittore e monaco cristiano spagnolo (n. 1560)
- 20 settembre - Jan Gruter, filologo, antiquario e storico fiammingo (n. 1560)
- 30 settembre - Tianqi, imperatore cinese (n. 1605)

### Ottobre
- 21 ottobre - Frederick de Houtman, esploratore olandese (n. 1571)
- 25 ottobre - Robert Spencer, I barone Spencer di Wormleighton, nobile inglese (n. 1570)
- 25 ottobre - Johann Eustach von Westernach,  tedesco (n. 1545)
- 27 ottobre - Charles Loyseau, giurista francese (n. 1566)
- 28 ottobre - Jahangir, sovrano (n. 1569)

### Novembre
- 3 novembre - Giambattista Leni, cardinale e vescovo cattolico italiano (n. 1573)
- 8 novembre - Luigi II di Nassau-Weilburg, nobile tedesco (n. 1565)
- 25 novembre - Elisabetta Sofia di Holstein-Gottorp, nobile tedesca (n. 1599)
- 26 novembre - Juan de Mesa, scultore spagnolo (n. 1583)

### Dicembre
- 2 dicembre - Bartolomeo Comino, funzionario e diplomatico italiano (n. 1550)
- 4 dicembre - Antoine Stockalper, politico svizzero (n. 1609)
- 16 dicembre - Sibilla di Jülich-Kleve-Berg, nobile (n. 1557)
- 25 dicembre - Vincenzo II Gonzaga, nobile italiano (n. 1594)
- 31 dicembre - Cristina di Salm, nobile francese (n. 1575)

### Senza giorno specificato
- Phothisarat II, sovrano laotiano (n. 1552)
- Zaydan al-Nasir, sultano marocchino
- Pier Maria Bagnadore, pittore, scultore e architetto italiano (n. 1550)
- Bernardo de Balbuena, poeta spagnolo (n. 1561)
- John Beaumont, poeta inglese (n. 1583)
- Giulio Cesare Bedeschini, pittore italiano (n. 1582)
- Adriaen Block, navigatore e mercante olandese (n. 1567)
- Serafino Cantone, compositore e organista italiano
- Diomede Catone, compositore e liutista italiano
- Henry Condell, attore teatrale britannico (n. 1568)
- Francesco Della Valle, poeta italiano
- Vincenzo Di Giovanni, storico italiano (n. 1550)
- Antonio Diaz, vescovo cattolico italiano
- Antonuzzo Gagini, scultore italiano
- Vincenzo Gramigna, letterato italiano
- Gaspar Hovic, pittore fiammingo
- Louis Hébert, farmacista francese (n. 1575)
- Pompeo Landulfo, pittore italiano (n. 1567)
- Jacopo Ligozzi, pittore italiano (n. 1547)
- Thomas Lupo, gambista e compositore inglese (n. 1571)
- Andrea Lusso, pittore italiano (n. 1575)
- Samuel Marolois, matematico e ingegnere olandese (n. 1572)
- Valerio Marucelli, pittore italiano (n. 1563)
- Eliseo Masini, religioso italiano
- Ascanio Mayone, compositore italiano
- Thomas Middleton, drammaturgo britannico (n. 1580)
- John Minsheu, linguista e lessicografo inglese (n. 1560)
- Guido Nolfi, giurista e mecenate italiano (n. 1587)
- Giovanni Battista Ricci, pittore italiano
- Josse De Rycke, filologo e poeta fiammingo (n. 1587)
- Jacques Savary de Lancosme, ambasciatore francese (n. 1560)
- Orazio II Sessi, politico italiano
- Gérard Thibault d'Anvers, schermidore e scrittore belga (n. 1574)
- Marco Antonio Visconti Venosta, nobile, militare e politico italiano (n. 1568)
- Johann Jacob von Wallhausen, militare e storico tedesco (n. 1580)
- Giovanni Battista della Rovere, pittore italiano (n. 1561)

## Calendario
| Calendario 1627 | Calendario 1627 | Calendario 1627 | Calendario 1627 | Calendario 1627 | Calendario 1627 | Calendario 1627 | Calendario 1627 | Calendario 1627 | Calendario 1627 | Calendario 1627 | Calendario 1627 | Calendario 1627 | Calendario 1627 | Calendario 1627 | Calendario 1627 | Calendario 1627 | Calendario 1627 | Calendario 1627 | Calendario 1627 | Calendario 1627 | Calendario 1627 | Calendario 1627 | Calendario 1627 | Calendario 1627 | Calendario 1627 | Calendario 1627 | Calendario 1627 | Calendario 1627 | Calendario 1627 | Calendario 1627 | Calendario 1627 | Calendario 1627 |
| --------------- | --------------- | --------------- | --------------- | --------------- | --------------- | --------------- | --------------- | --------------- | --------------- | --------------- | --------------- | --------------- | --------------- | --------------- | --------------- | --------------- | --------------- | --------------- | --------------- | --------------- | --------------- | --------------- | --------------- | --------------- | --------------- | --------------- | --------------- | --------------- | --------------- | --------------- | --------------- | --------------- |
|                 | 1               | 2               | 3               | 4               | 5               | 6               | 7               | 8               | 9               | 10              | 11              | 12              | 13              | 14              | 15              | 16              | 17              | 18              | 19              | 20              | 21              | 22              | 23              | 24              | 25              | 26              | 27              | 28              | 29              | 30              | 31              |                 |
| Gennaio         | Ve              | Sa              | Do              | Lu              | Ma              | Me              | Gi              | Ve              | Sa              | Do              | Lu              | Ma              | Me              | Gi              | Ve              | Sa              | Do              | Lu              | Ma              | Me              | Gi              | Ve              | Sa              | Do              | Lu              | Ma              | Me              | Gi              | Ve              | Sa              | Do              |                 |
| Febbraio        | Lu              | Ma              | Me              | Gi              | Ve              | Sa              | Do              | Lu              | Ma              | Me              | Gi              | Ve              | Sa              | Do              | Lu              | Ma              | Me              | Gi              | Ve              | Sa              | Do              | Lu              | Ma              | Me              | Gi              | Ve              | Sa              | Do              |                 |                 |                 |                 |
| Marzo           | Lu              | Ma              | Me              | Gi              | Ve              | Sa              | Do              | Lu              | Ma              | Me              | Gi              | Ve              | Sa              | Do              | Lu              | Ma              | Me              | Gi              | Ve              | Sa              | Do              | Lu              | Ma              | Me              | Gi              | Ve              | Sa              | Do              | Lu              | Ma              | Me              |                 |
| Aprile          | Gi              | Ve              | Sa              | Do              | Lu              | Ma              | Me              | Gi              | Ve              | Sa              | Do              | Lu              | Ma              | Me              | Gi              | Ve              | Sa              | Do              | Lu              | Ma              | Me              | Gi              | Ve              | Sa              | Do              | Lu              | Ma              | Me              | Gi              | Ve              |                 |                 |
| Maggio          | Sa              | Do              | Lu              | Ma              | Me              | Gi              | Ve              | Sa              | Do              | Lu              | Ma              | Me              | Gi              | Ve              | Sa              | Do              | Lu              | Ma              | Me              | Gi              | Ve              | Sa              | Do              | Lu              | Ma              | Me              | Gi              | Ve              | Sa              | Do              | Lu              |                 |
| Giugno          | Ma              | Me              | Gi              | Ve              | Sa              | Do              | Lu              | Ma              | Me              | Gi              | Ve              | Sa              | Do              | Lu              | Ma              | Me              | Gi              | Ve              | Sa              | Do              | Lu              | Ma              | Me              | Gi              | Ve              | Sa              | Do              | Lu              | Ma              | Me              |                 |                 |
| Luglio          | Gi              | Ve              | Sa              | Do              | Lu              | Ma              | Me              | Gi              | Ve              | Sa              | Do              | Lu              | Ma              | Me              | Gi              | Ve              | Sa              | Do              | Lu              | Ma              | Me              | Gi              | Ve              | Sa              | Do              | Lu              | Ma              | Me              | Gi              | Ve              | Sa              |                 |
| Agosto          | Do              | Lu              | Ma              | Me              | Gi              | Ve              | Sa              | Do              | Lu              | Ma              | Me              | Gi              | Ve              | Sa              | Do              | Lu              | Ma              | Me              | Gi              | Ve              | Sa              | Do              | Lu              | Ma              | Me              | Gi              | Ve              | Sa              | Do              | Lu              | Ma              |                 |
| Settembre       | Me              | Gi              | Ve              | Sa              | Do              | Lu              | Ma              | Me              | Gi              | Ve              | Sa              | Do              | Lu              | Ma              | Me              | Gi              | Ve              | Sa              | Do              | Lu              | Ma              | Me              | Gi              | Ve              | Sa              | Do              | Lu              | Ma              | Me              | Gi              |                 |                 |
| Ottobre         | Ve              | Sa              | Do              | Lu              | Ma              | Me              | Gi              | Ve              | Sa              | Do              | Lu              | Ma              | Me              | Gi              | Ve              | Sa              | Do              | Lu              | Ma              | Me              | Gi              | Ve              | Sa              | Do              | Lu              | Ma              | Me              | Gi              | Ve              | Sa              | Do              |                 |
| Novembre        | Lu              | Ma              | Me              | Gi              | Ve              | Sa              | Do              | Lu              | Ma              | Me              | Gi              | Ve              | Sa              | Do              | Lu              | Ma              | Me              | Gi              | Ve              | Sa              | Do              | Lu              | Ma              | Me              | Gi              | Ve              | Sa              | Do              | Lu              | Ma              |                 |                 |
| Dicembre        | Me              | Gi              | Ve              | Sa              | Do              | Lu              | Ma              | Me              | Gi              | Ve              | Sa              | Do              | Lu              | Ma              | Me              | Gi              | Ve              | Sa              | Do              | Lu              | Ma              | Me              | Gi              | Ve              | Sa              | Do              | Lu              | Ma              | Me              | Gi              | Ve              |                 |